# Caylus (Tarn-et-Garonne)
Caylus (früher: Caylus-Bonette; okzitanisch: Cailutz) ist eine französische Gemeinde mit 1.463 Einwohnern (Stand: 1. Januar 2022) im Département Tarn-et-Garonne in der Region Okzitanien. Die Gemeinde liegt im Arrondissement Montauban und ist Teil des Kantons Quercy-Rouergue (bis 2015: Kanton Caylus). Die Einwohner werden Caylusiens genannt.

## Geografische Lage
Caylus liegt etwa 41 Kilometer nordöstlich von Montauban. Umgeben wird Caylus von den Nachbargemeinden Loze und Lacapelle-Livron im Norden, Parisot im Osten und Nordosten, Ginals im Osten und Südosten, Espinas und Saint-Antonin-Noble-Val im Süden, Lavaurette im Südwesten, Puylaroque im Westen sowie Mouillac im Nordwesten.
Durch die Gemeinde führt die frühere Route nationale 126. An der südöstlichen Grenze verläuft das Flüsschen Seye.

## Einwohnerentwicklung
| Einwohner                                                  | 1.662 | 1.658 | 1.364 | 1.409 | 1.308 | 1.324 | 1.??? | 1.502 |
| Ab 1962 offizielle Zahlen ohne Einwohner mit Zweitwohnsitz |       |       |       |       |       |       |       |       |

## Sehenswürdigkeiten
- Dolmen von Saint-Amans
- gallorömische Siedlungsreste
- Kirche Saint-Jean-Baptiste
- Kirche Notre-Dame-de-Livron

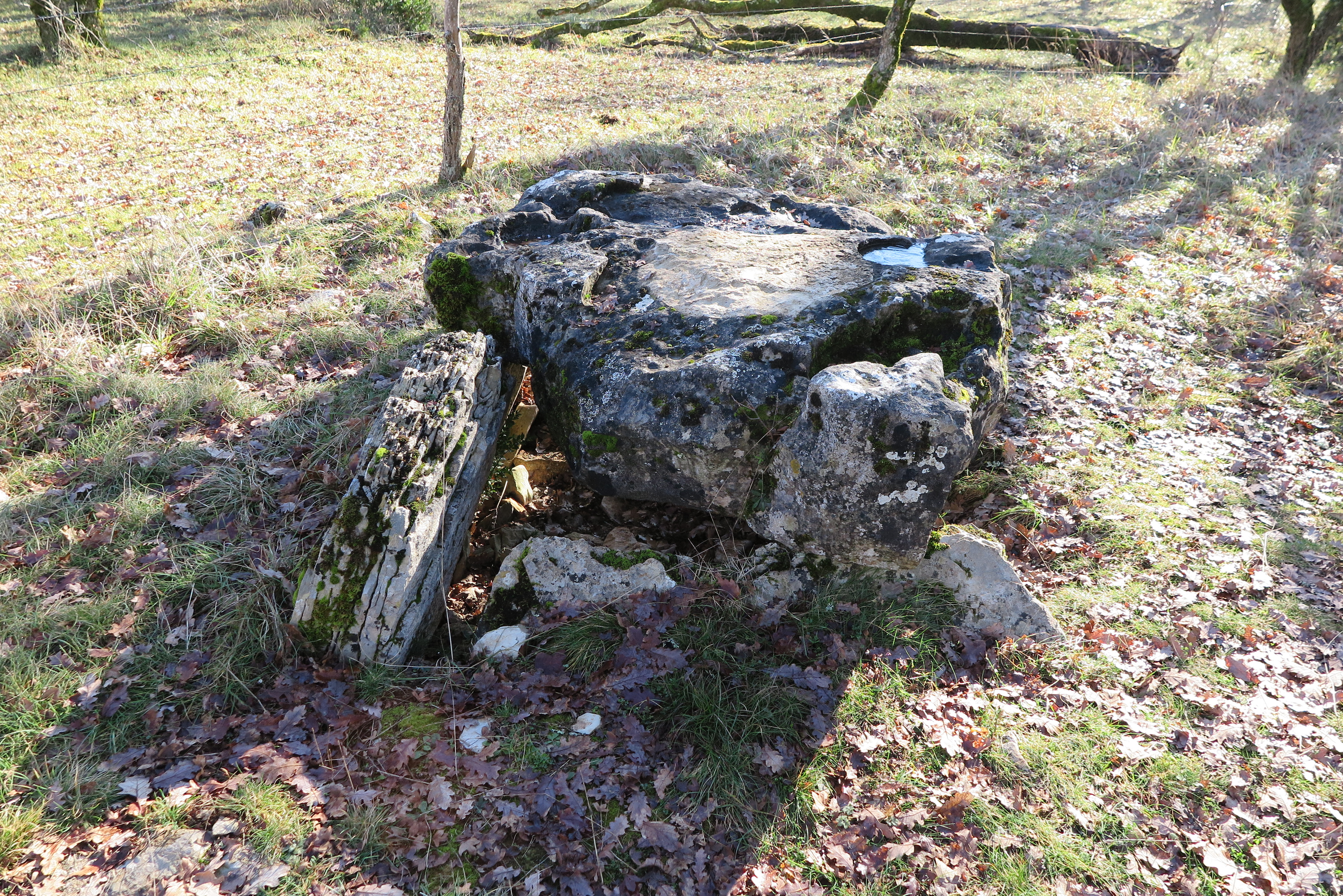
Dolmen von Saint-Amans

- Kirche Saint-Pierre-aux-Liens in La Salle
- Kirche Saint-Pierre in Le Causse
- Alte Kirche von Saint-Amans-le-Vieux
- Donjon aus dem 13. Jahrhundert
- mittelalterlicher Ortskern mit Tor (Monument historique)
- Herrenhaus von Gauléjac aus dem 15. Jahrhundert
- Schloss von Mondésir
- Taubenturm
- Waschhaus
- Markthalle

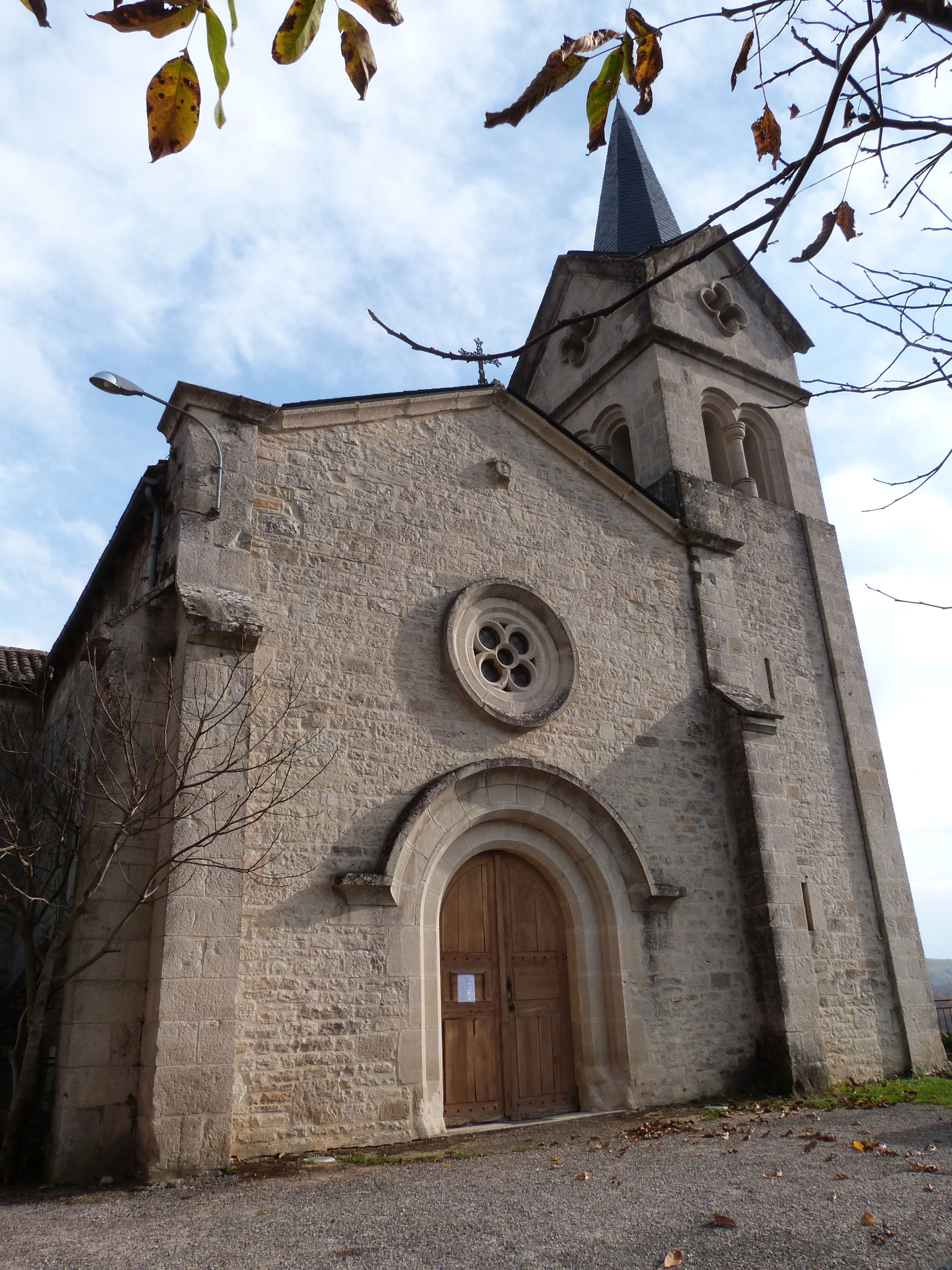
Kirche Notre-Dame-de-Livron
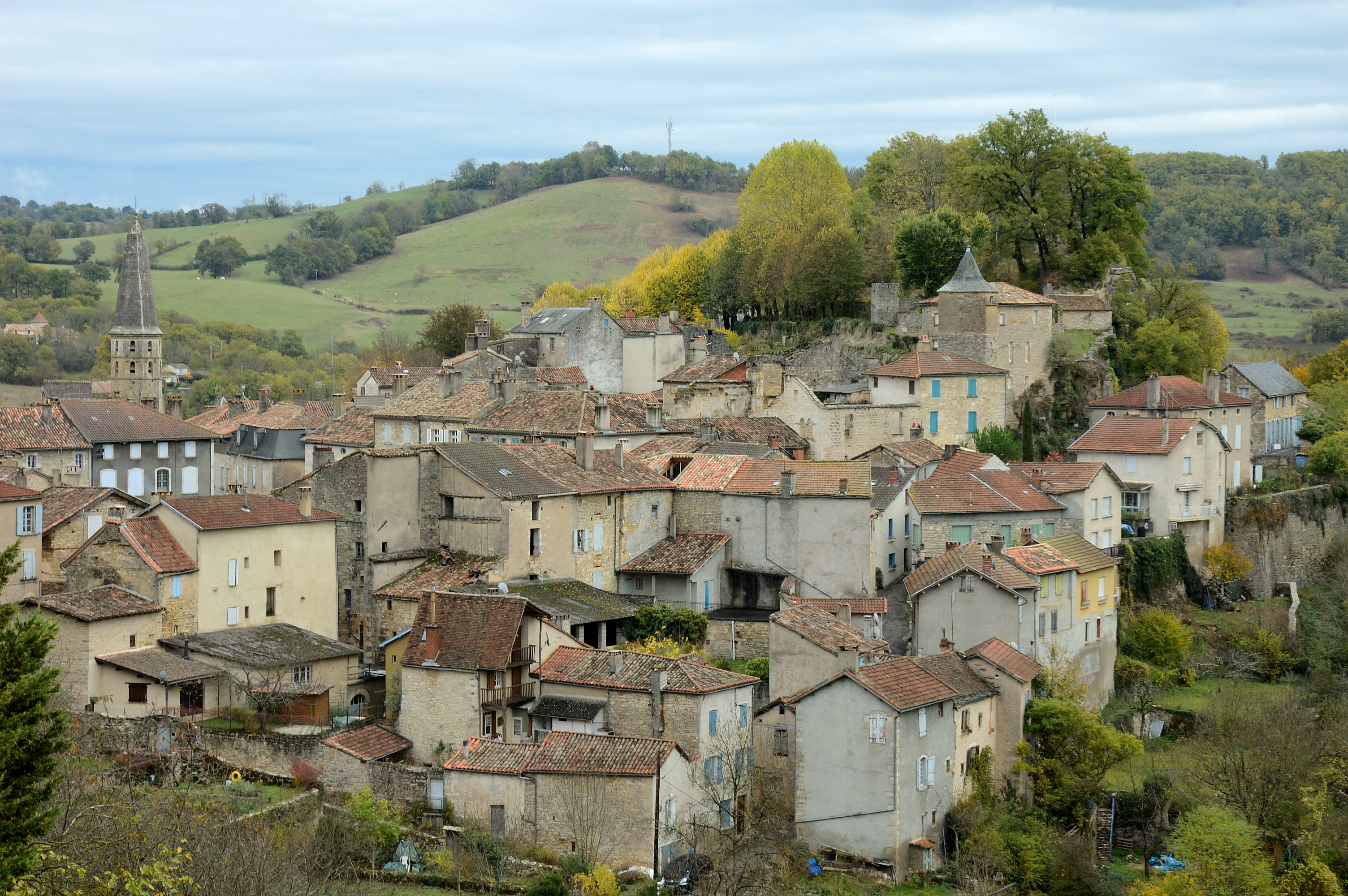
Kirche Saint-Jean-Baptiste
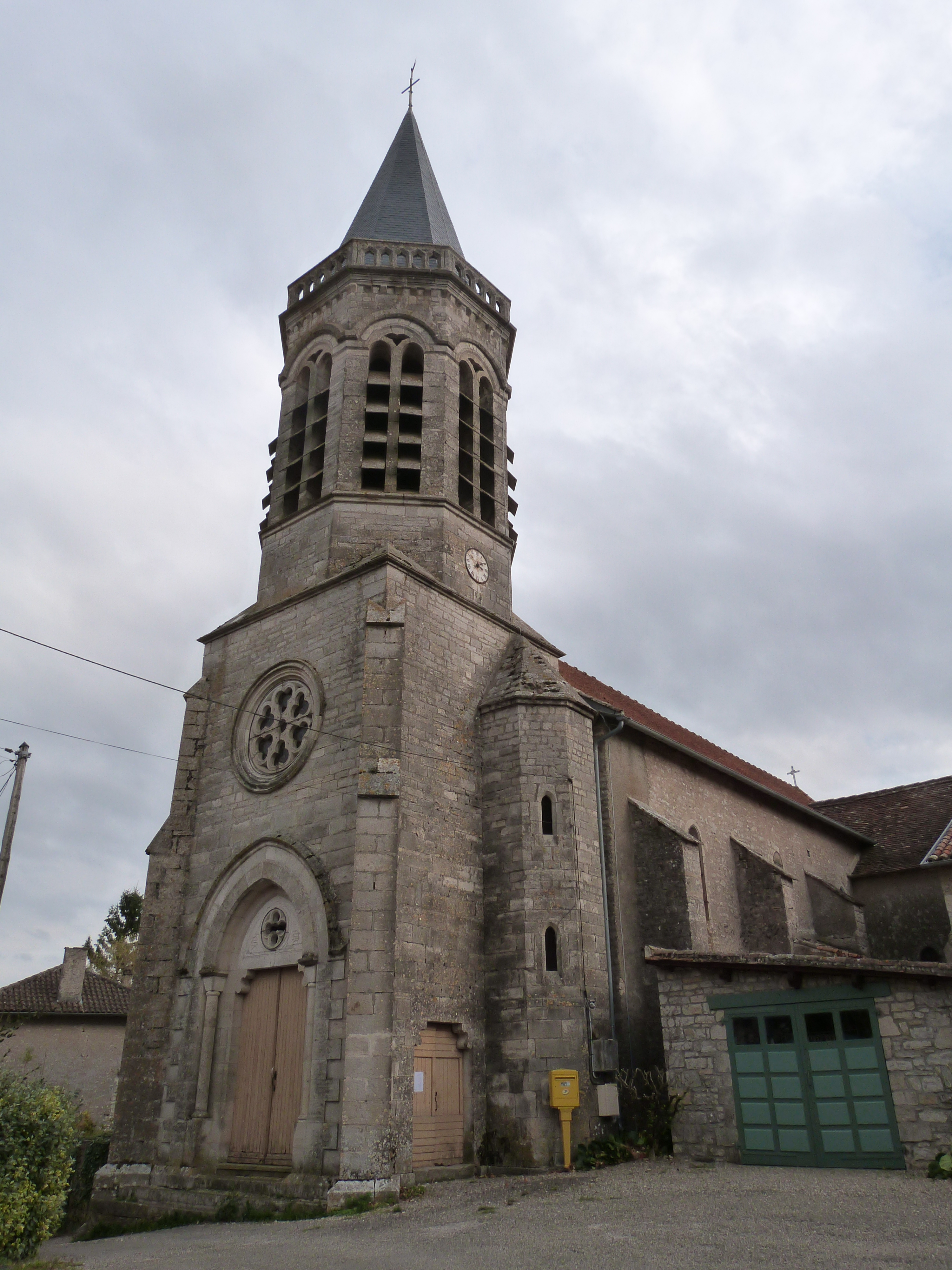
Kirche Saint-Pierre-aux-Liens
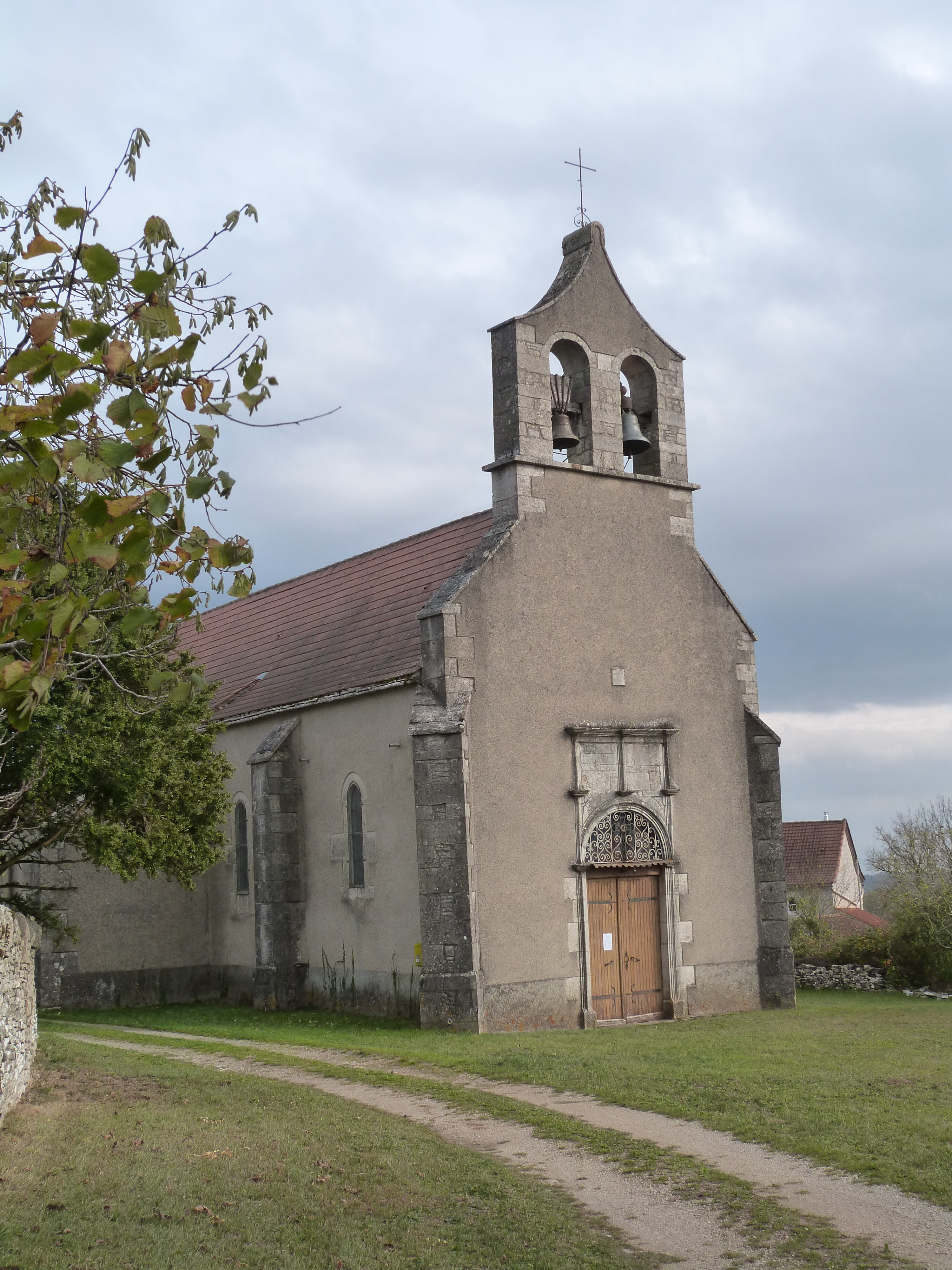
Kirche Saint-Pierre in Le Causse
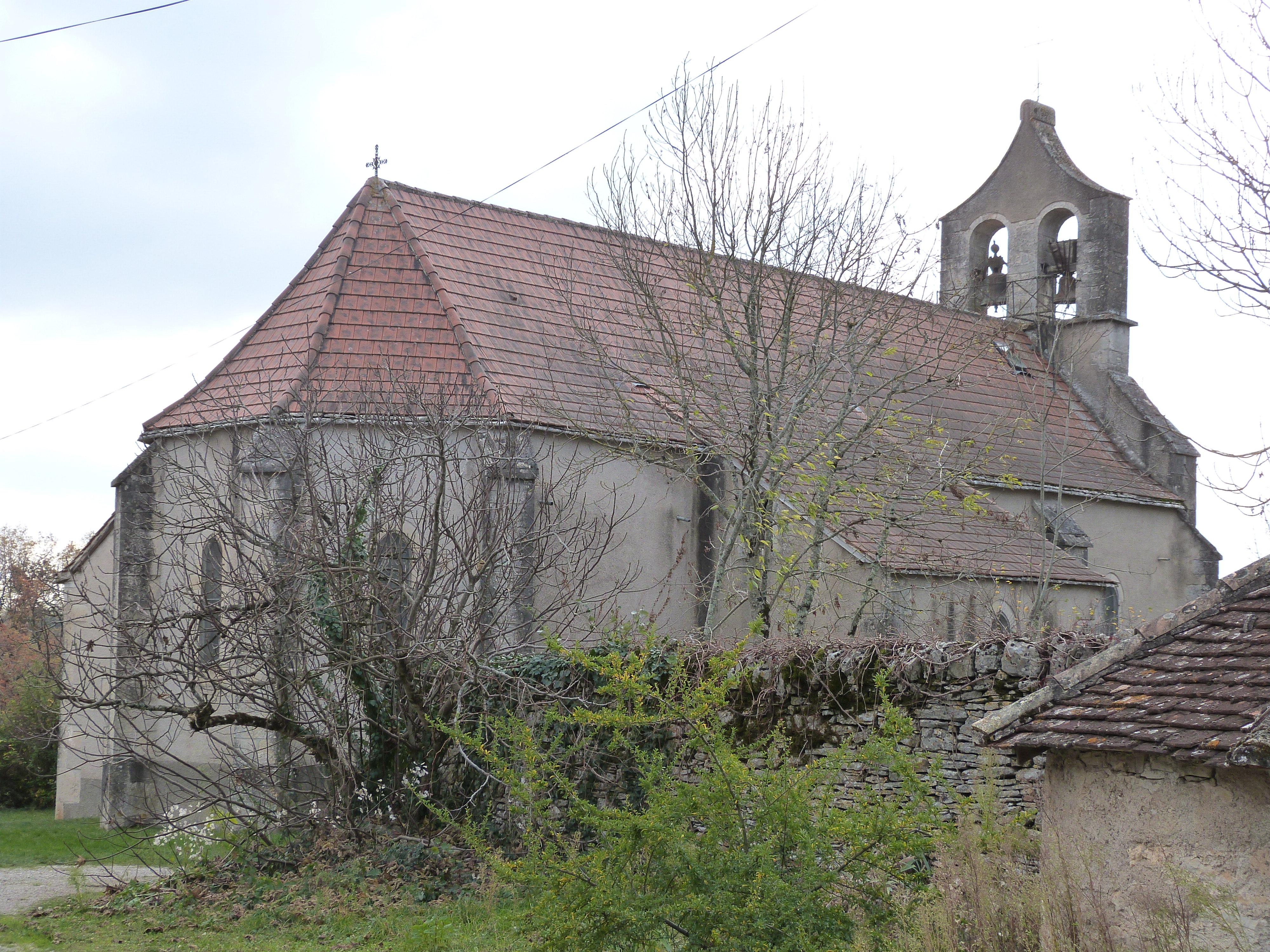
Kirche Saint-Pierre in Espièmonts
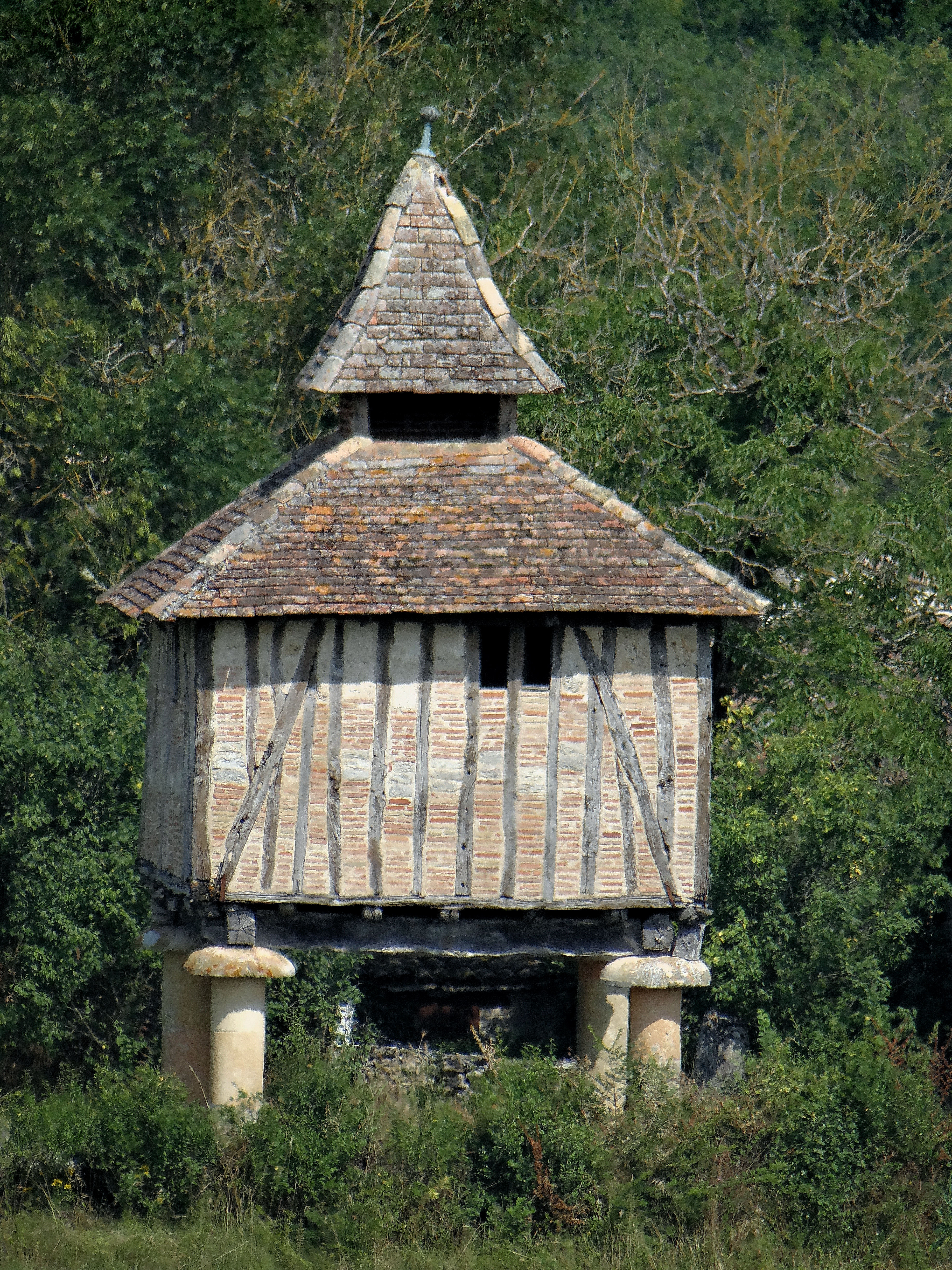
Taubenturm
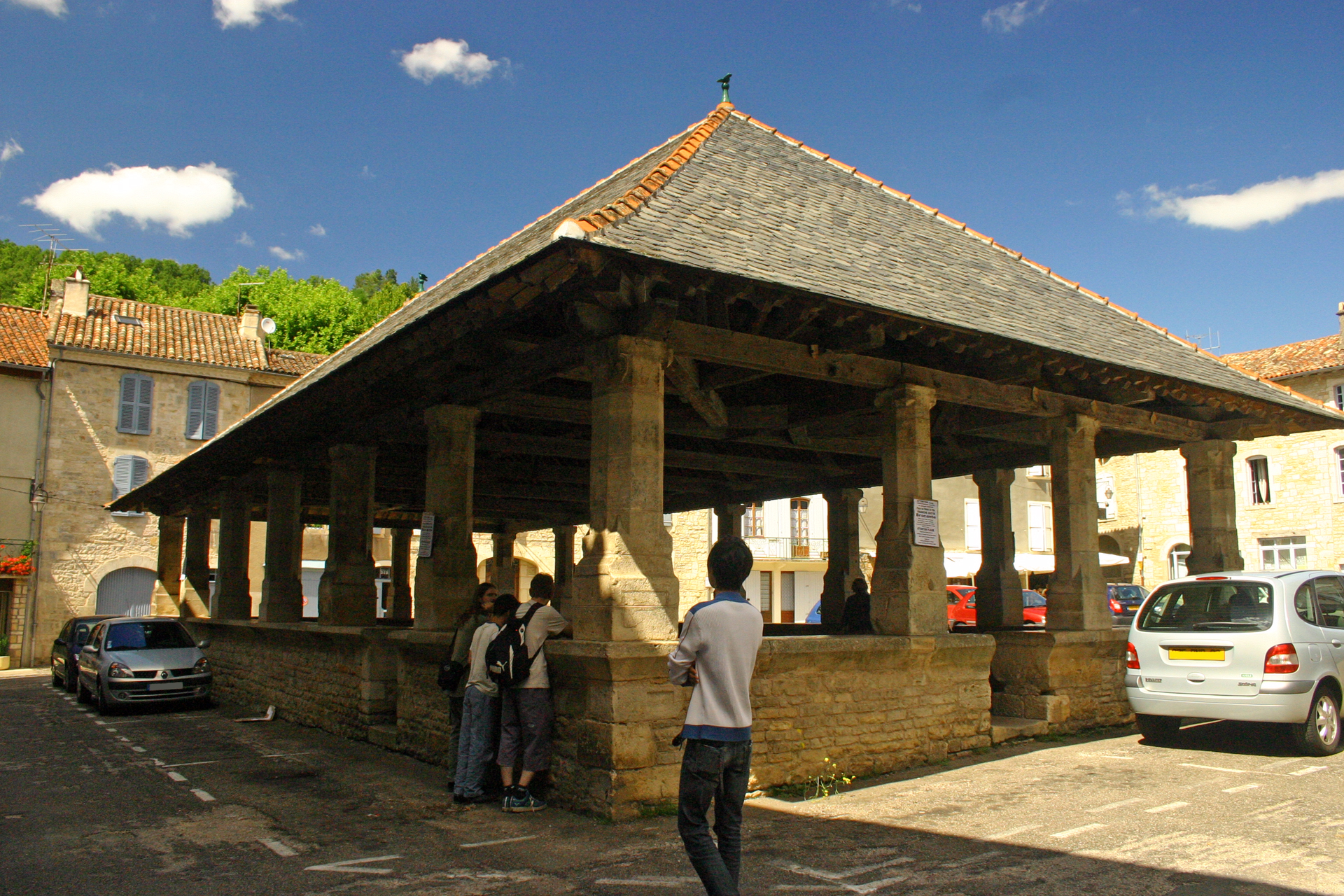
Markthalle
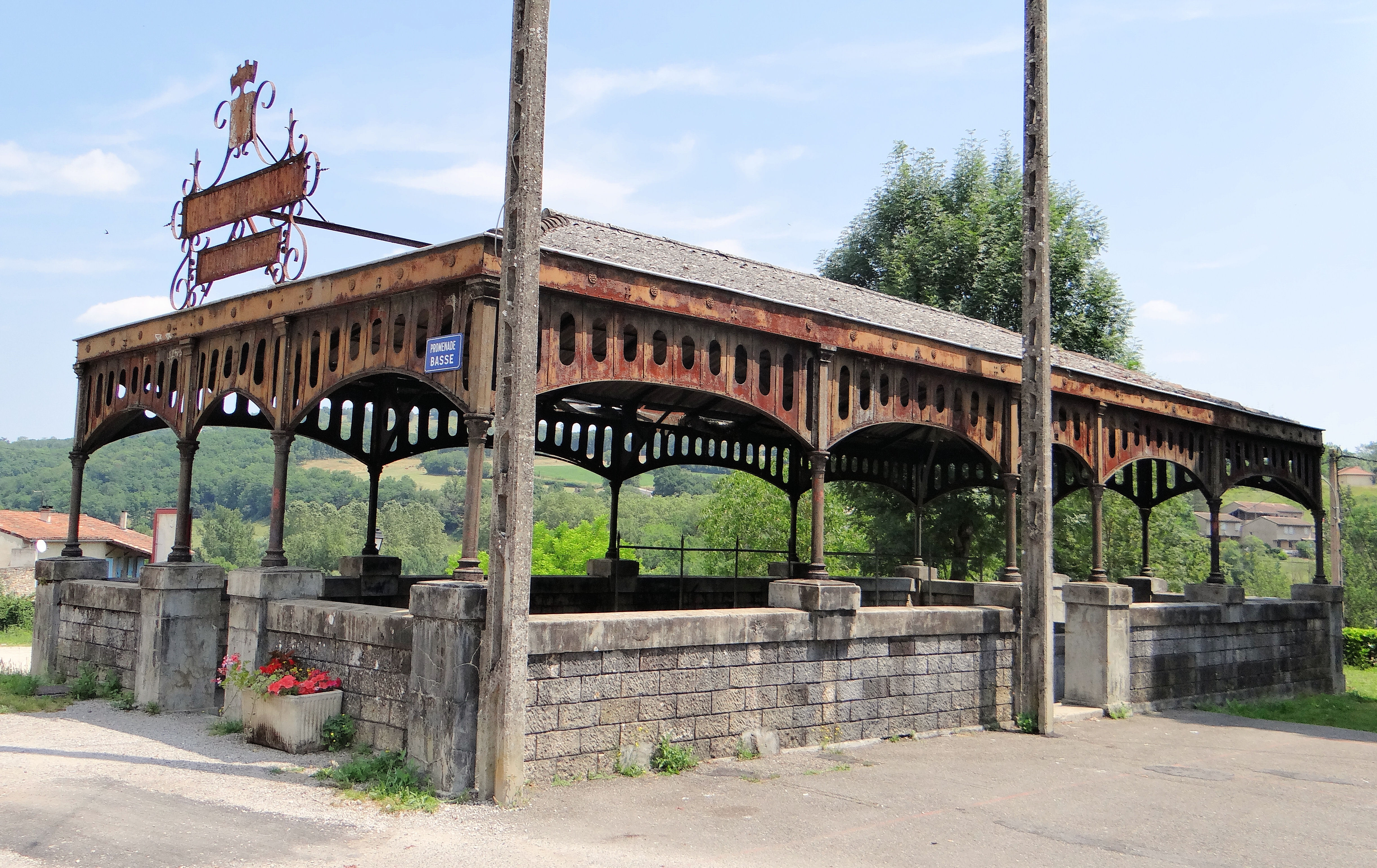
Waschhaus

## Persönlichkeiten
- Jacques de Lévis, comte de Caylus (1554–1578), Seneschall der Rouergue
- Évariste Huc (1813–1860), Missionar